# Цзинэрху
Цзинэрху (кит. 京二胡, пиньинь jīngèrhú) — китайский струнный музыкальный инструмент, использующийся как аккомпанемент в пекинской опере; создан на основе эрху.

## История
Создан музыкантом Ван Шаоцином специально для пекинской оперы в 1924 году. Впервые использован в «Красавице Сиши» (кит. 西施) с участием Мэй Ланьфана.

## Описание
Отличается от эрху меньшим размером деки, также имеет другой тембр. Корпус шестиугольной формы делается из палисандра, сандала или некоторых других пород красного дерева; дека обтягивается, в отличие от эрху, специальной чёрной змеиной кожей с крупными чешуйками, что обеспечивает особое звучание. В целом же, по устройству и методу изготовления, почти не отличается от эрху.
Смычок для цзинэрху делается из конского волоса из хвоста лошади.
Наравне с цзинху и юэцинем называется одним из трёх ключевых музыкальных инструментов в пекинской опере. Также в оркестре пекинской оперы могут быть из струнных инструментов пипа и саньсянь. При этом цзинэрху в пекинской опере используется только как аккомпанемент для ролей амплуа дань и молодой шэн.